# کلیف فیرچایلد
کلیف فیرچایلد (انگلیسی: Cliff Fairchild; ۲۳ اکتبر ۱۹۱۷ – ۱۹۷۴ (۵۶−۵۷ سال)) فوتبالیست بود.
از باشگاه‌هایی که در آن بازی کرده‌است می‌توان به باشگاه فوتبال کولچستر یونایتد، باشگاه فوتبال آرسنال، باشگاه فوتبال ساوتند یونایتد، باشگاه فوتبال گریت یارموث تاون، و باشگاه فوتبال لوستوفت اشاره کرد.